# Sojusznicza Rada dla Japonii

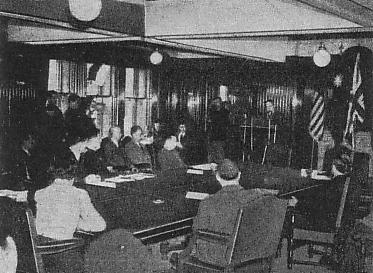
Posiedzenie Rady 14 kwietnia 1946

Sojusznicza Rada dla Japonii (ang. Allied Council for Japan; jap. 対日理事会, tainichi rijikai) – organ konsultacyjny przy amerykańskim głównodowodzącym sojuszniczymi wojskami okupacyjnymi w Japonii.
Przewodniczącym Rady był dowódca amerykańskich wojsk okupacyjnych. Rada zajmowała się problemami realizacji warunków kapitulacji, okupacji i kontroli nad Japonią. Utworzono ją w grudniu 1945, członkami byli USA, ZSRR, Chiny i Wielka Brytania (która reprezentowała także Australię, Nową Zelandię i Indie). Siedziba – Tokio. W związku z wejściem w życie traktatu pokojowego z San Francisco z 1951 USA jednostronnie postanowiły przerwać działalność Rady.